# Emmerdennen
De Emmerdennen is een bosgebied in Emmen. De eerste bebossing was in 1850, maar al in 1824 was er sprake van het uitzaaien van dennenzaad op de zandheuvels om het stuiven van het zand tegen te gaan voor de boeren van Emmen en Westenesch. Ook het hoogste punt van de Hondsrug, Haantjeduin, ligt in de Emmerdennen. In het bos liggen enkele meertjes, het Appeltje, het Zandmeertje en het Haantjebakmeer.
In 1907 werd de NV Emmer Dennen opgericht en deze droeg het bos in 1918 over aan staatsbosbeheer, die het bos nog verder uitbreidde. De NV Emmer Dennen werd in 1921 ontbonden. De Emmerdennen is 253 hectare groot. De Emmerdennen wordt ook wel eens klein Zwitserland genoemd door het heuvelachtige gebied. Het bos is een wandelgebied tussen de woonwijken van Emmen.
Hunebed D45, een van de tien binnen de gemeente Emmen gelegen hunebedden, ligt in de Emmerdennen. Volgens de overlevering is de deuk in een van de dekstenen veroorzaakt doordat koning Lodewijk Napoleon, tijdens zijn bezoek aan Drenthe in 1809, met paard en al boven op dit hunebed ging staan.